# Menchu Lamas
Carmen Lamas Pérez (Vigo, Galicia, 7 de julio de 1954), conocida como Menchu Lamas, es una pintora española, conocida por su obra individual y su papel como fundadora del Grupo Atlántica.

## Trayectoria
Tras estudiar diseño gráfico en Madrid, inició su trayectoria como miembro del Colectivo da Imaxe, junto a Carlos Berride, Antón Patiño y Jorge Agra. El colectivo realizó una obra experimental en formatos diversos, incluyendo el cómic (Esquizoide, 1978), y debutó con una exposición en la Plaza de la Princesa de Vigo en 1974. Entre 1978 y 1980 diseñó junto a Patiño dos libros del grupo poético Rompente.
En 1980 cofundó el Grupo Atlántica con Antón Patiño, Ánxel Huete, Guillerme Monroy y Román Pereiro, que iniciaría una renovación en el arte plástico gallego de esa década. En 1982 realizó su primera exposición individual en la Galería Buades de Madrid. En los años 80 participó en algunas de las muestras colectivas más importantes del arte español contemporáneo como 26 Pintores,13 Críticos, II Salón de los 16, Five Spanish Artists o la XVIII Bienal de Sao Paulo. Ha realizado exposiciones individuales en España, Alemania, Italia y Marruecos y participado en diversas muestras colectivas en distintos países. 
En 2018 ingresó en la sección de pintura y grabado de la Real Academia Gallega de Bellas Artes.

## Obra
La primera etapa de su obra se caracteriza por combinar modernidad con referencias primitivistas a elementos del pasado y la tradición popular, con influencias del neoexpresionismo y la transvanguardia. Se trata de una obra con fuerte cromatismo y que combina abstracción y figuración, y que más adelante incorporaría elementos iconográficos como animales, humanos o formas.Su producción posterior es más sintética y da un peso mayor a siluetas, contornos o sombras.
Sus obras forman parte de las colecciones del Museo Reina Sofía, MACBA, Museo de Arte Contemporáneo de Madrid, Museo Patio Herreriano, Colección La Caixa y Colección Afundación.
 

En 2018 su pintura O pescador (El pescador) (1983) formó parte de la exposición El poder del arte, organizada con motivo del 40 aniversario de la Constitución española.

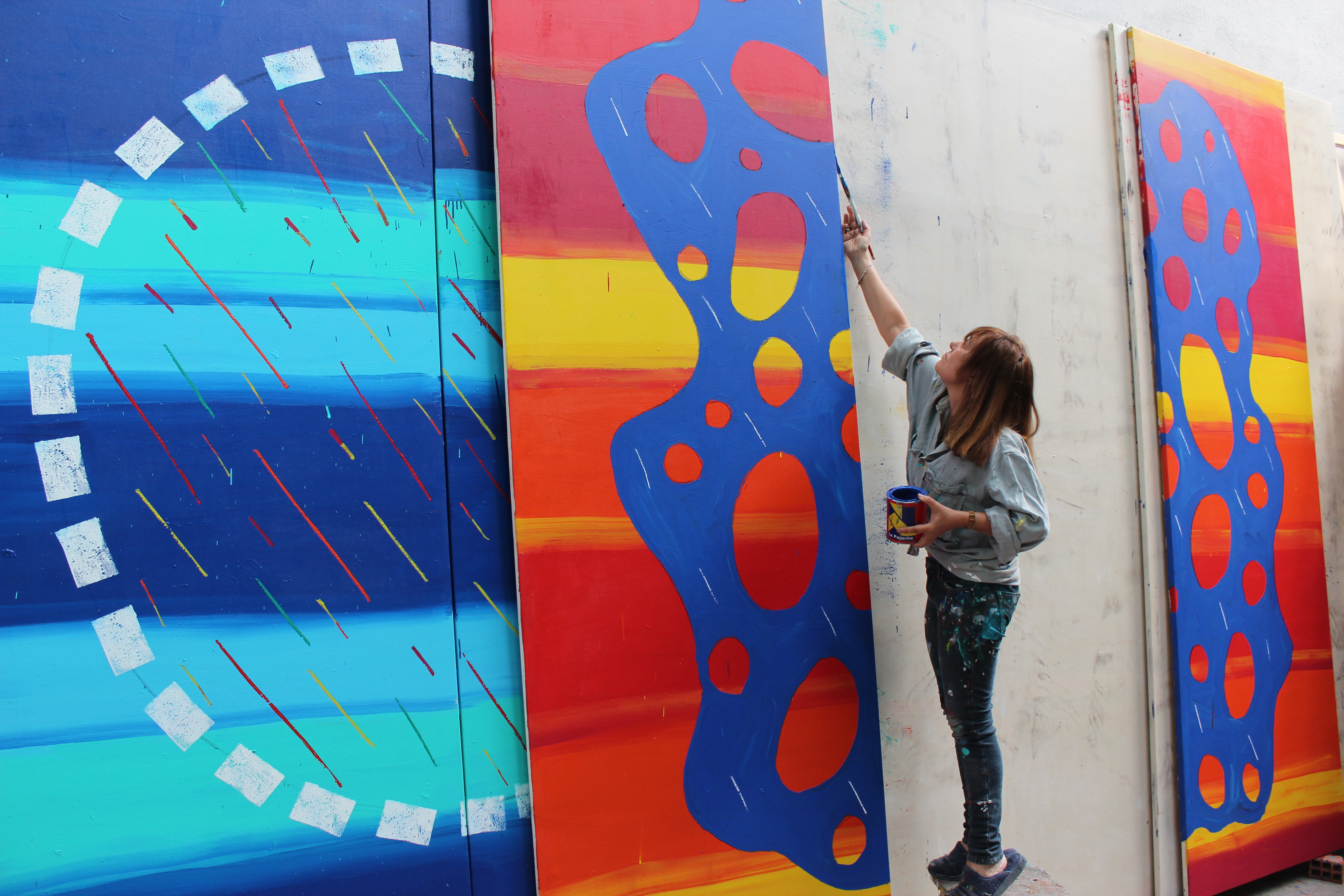
Menchu Lamas en el estudio.

## Premios
- Viguesa distinguida (2016).[13]
- Premio Cultura Galega das Artes Plásticas (2010).[14]
- Premio Otero Pedrayo (conjunto con Rosario Álvarez Blanco) (2021).[15]

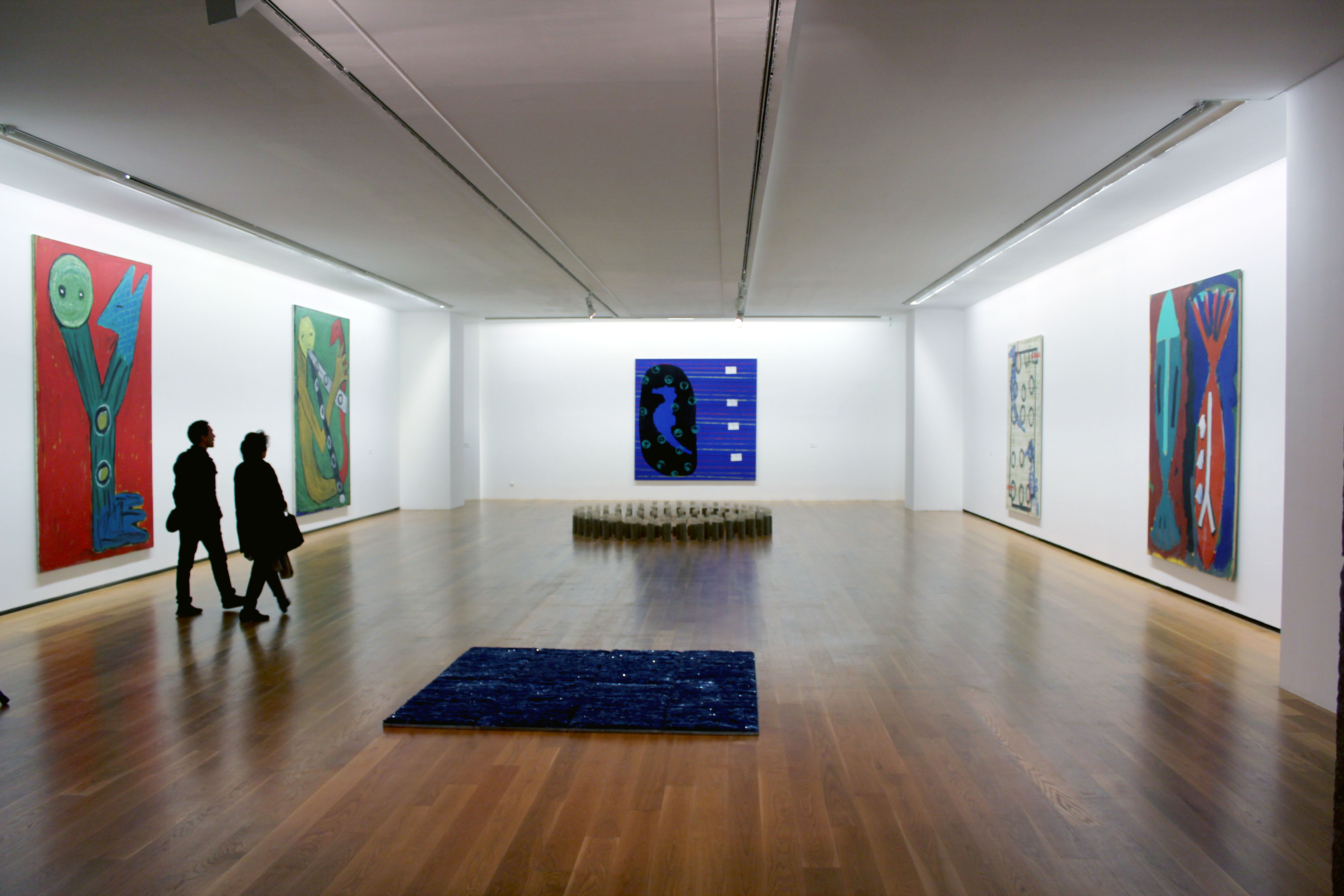
Menchu Lamas